# NGC 7080
NGC 7080 = NGC 7054? ist eine Balken-Spiralgalaxie vom Hubble-Typ SBb im Sternbild Fuchs. Sie ist schätzungsweise 226 Millionen Lichtjahre von der Milchstraße entfernt.
Das Objekt wurde am 6. September 1863 vom Astronomen Albert Marth entdeckt.